# Dead Flowers
Dead Flowers („Welke Blumen“) waren eine Psychedelic-Rock-Band aus Newcastle upon Tyne, die von Mitgliedern der Band Acid gegründet wurden. Nach einer 1987 erschienenen Debütsingle und einer im Jahr darauf erfolgten Festnahme aufgrund eines danebengegangenen Scherzes mit Wasserpistolen veröffentlichte die Gruppe – ein Indienaufenthalt des Gitarristen war vorausgegangen – drei Alben mit vom asiatischen Kontinent und spacigen Klängen beeinflusstem Psychedelic Rock.
Mitglieder der LP-veröffentlichenden Phase der Gruppe waren Ferank Mansees (Gesang), Steeve „Baba“ Swayumbunath (Gitarre), Mark McIver (Bass) und „The Thing“ (Schlagzeug).

## Diskografie
LPs
- 1991: Smell the Fragrance (Rune Records 2)
- 1992: Moontan (Rune Records 12)
- 1994: Altered State Circus (Delerium Records 022)